# La Clau (revista)
La Clau és una revista del Baix Maresme amb periodicitat quinzenal i distribució gratuïta. Va ser una de les primeres revistes gratuïtes que es va publicar a Catalunya, i és la publicació més llegida als pobles del Maresme.
La tirada està controlada per la OJD – PGD, la qual audita més de 22.000 exemplars quinzenals, i la impremta Litografia Rosés. Les darreres dades d'audiència del Baròmetre i la Comunicació els donen una mitjana de 50.000 lectors per revista i fins a 96.000 lectors d'audiència màxima.
Es distribueix a les ciutats de Mataró i Badalona i a les poblacions d'Alella, Arenys de Mar, Argentona, Cabrera, Cabrils, Caldes d'Estrac, Dosrius, el Masnou, Sant Andreu de Llavaneres, Montgat, Òrrius, Premià de Dalt, Premià de Mar, Sant Vicenç de Montalt, Teià, Tiana, Vilassar de Dalt i Vilassar de Mar. La Clau compta amb més de 1.000 punts de distribució, es deixa a indrets com forns i pastisseries, mercats municipals, ajuntaments i associacions, centres d'estètica, gimnasos, farmàcies, bars i restaurants, gasolineres, supermercats, etc.
Compta amb nombroses seccions fixes com són L'agenda, Maresme Info (notícies), El cine, Entreteniments, La claueta (secció infantil), Bellesa i salut, Creixement personal, En concert (per als lectors més joves), Secció immobiliària, i entrevistes. A banda d'aquestes, també compta amb un apartat de cuina i restaurants i els anuncis per paraules.
Durant l'any dediquen algunes de les publicacions a un sector en especial, com l'alimentació i la restauració, la llar, l'esport, el motor, l'ensenyament, els nuvis, la salut i la bellesa... En aquestes revistes hi ha publireportatges, articles i entrevistes a personatges rellevants del sector. Des del primer número, la portada ha estat dedicada a actes culturals, Festes Majors, fires i celebracions solidàries. Mai ha portat publicitat.

## Història[calcitació]

### Origen i fundació
La revista es va fundar el 23 de març de 1984 arran de l'anunci d'un diari: “Impremta de Sabadell cerca emprenedors per editar revistes gratuïtes. Nosaltres fem la impressió”. Els seus fundadors van ser Vicenç Pitarch i Eulàlia Vidal.

### Evolució
- 1991. 8 de març: La Clau estrena nou logotip i la secció immobiliària estrena portada.

- 2001. 4 d'octubre: mor el seu director i fundador, Vicenç Pitarch.

- 2003: S'incorpora el disseny i maquetació des de la mateixa revista. Més de la meitat de la revista es fa a tot color. S'inaugura la secció restaurants. Es decideix continuar editant amb paper reciclat.

- 2005: Es crea la mascota de la revista, i a través d'un concurs se li posa nom: en Cresta. La Clau ja té lloc web a Internet i s'actualitza diàriament. Avui dia supera les 10.000 visites diferents al mes.

- 2006: la revista estrena un nou logotip i portada amb destacats, capçaleres, sumari i paginació, així com noves seccions: Bellesa i salut, La claueta, Fem música, Vindràs? i Oci.